# Bombylius major
La mosca abejorro (Bombylius major) es una mosca de la familia Bombyliidae, llamadas moscas abejas. Es una mimética batesiana de las abejas. La hembra de bombylius major arroja sus huevos hacia la entrada de los nidos subterráneos de abejas solitarias y avispas.  Luego de la eclosión, las larvas ingresan al nido y se alimentan de las larvas que encuentran allí.
Bombylius major se encuentra de abril a junio en todas las regiones templadas de Europa, Norteamérica y Asia.

## Descripción
El adulto mide de 14 a 18mm de longitud, es redondeado y posee muchos pelos, con una envergadura en las alas de cerca de 24mm. Posee parches oscuros en la mitad anterior de las alas y patas peludas que le cuelgan durante el vuelo. Utiliza su larga proboscis para alimentarse del néctar de numerosas especies de flores, particularmente de las prímulas. Mientras bate las alas Bombylius major sujeta la flor con las patas delanteras e inserta su larga trompa para recolectar el néctar. A pesar del aspecto amenazador, la trompa es inofensiva.
Se mimetiza de forma aposemática con las abejas; su cuerpo es redondeado y peludo, y la mitad superior de su tórax es negra y brillante, mientras que el vello es marrón, amarillo o blanco. Tiene patas largas y una proboscis larga en la cabeza. Sus alas moteadas tienen un patrón distintivo con una línea que las separa, a lo ancho, entre una mitad oscura y una mitad translúcida. Sus antenas son normalmente muy cortas y puntiagudas. En el campo se las encuentra volando cerca de la tierra y alrededor de flores, en un movimiento de arriba-a-abajo, acompañado de un zumbido de alta frecuencia.

## Reproducción
Bombylius major tiene numerosas especies huéspedes, incluyendo las larvas de abejas y avispas solitarias, en particular las abejas mineras como Andrena. Se mimetiza con las abejas para poder acercarse a sus nidos subterráneos. Una vez lo suficientemente cerca, la hembra arroja los huevos fertilizados cerca o dentro de los nidos de los insectos huésped.  Las larvas son parasitoides hipermetamórficas que se alimentan de la comida almacenada en el nido, así como de las crías de las abejas o avispas solitarias. Si la hembra no puede arrojar los huevos cerca de un nido, los deposita en las flores que los insectos huésped visitan más frecuentemente. Las larvas en crecimiento encuentran luego su propio camino al nido, o se sujetan a la abeja o avispa para viajar al nido. Bombylius major es un excelente polinizador, pero sus larvas limitan la población de otros polinizadores.

Arrojando un huevo (animación repetida 5 veces)
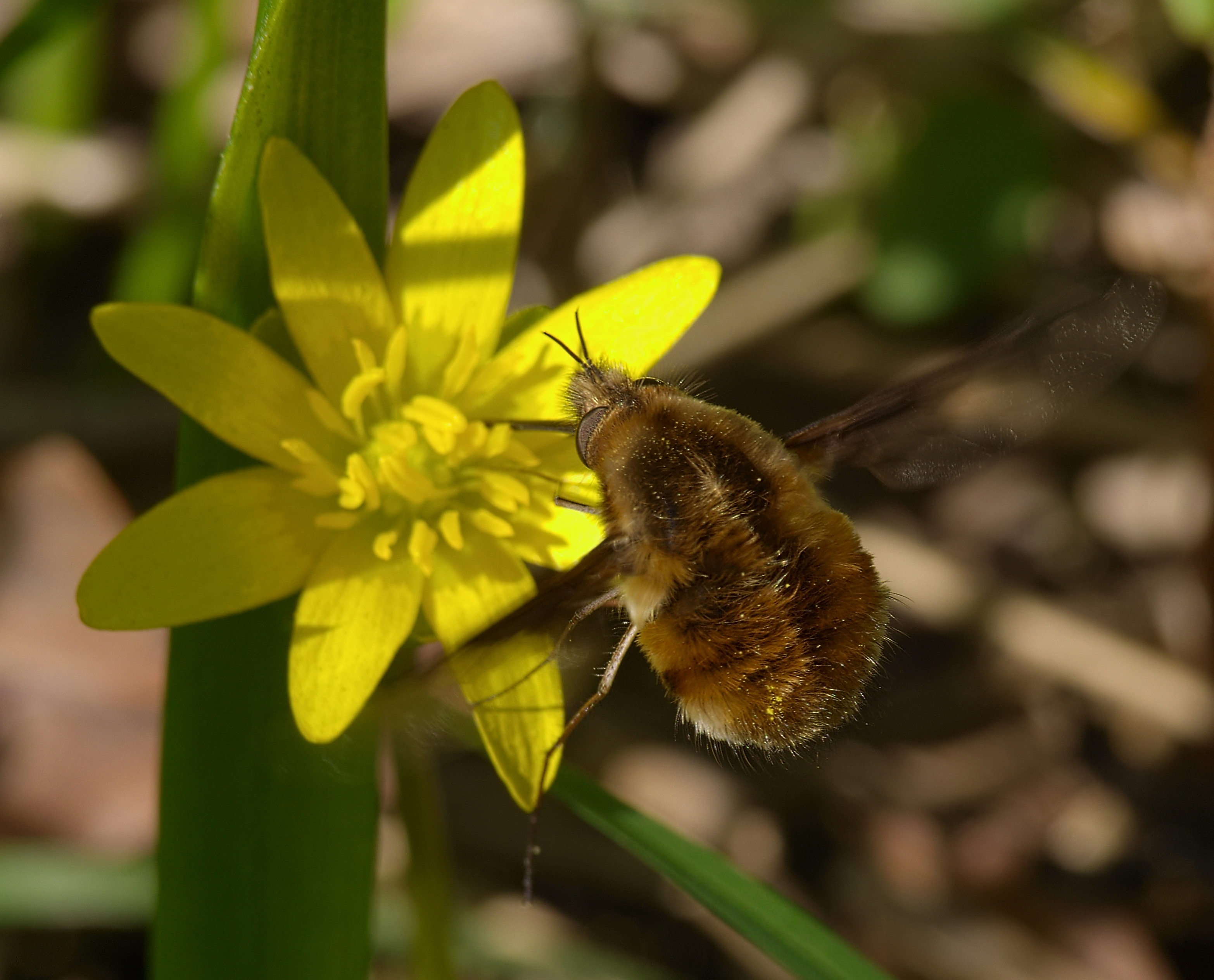
En vuelo
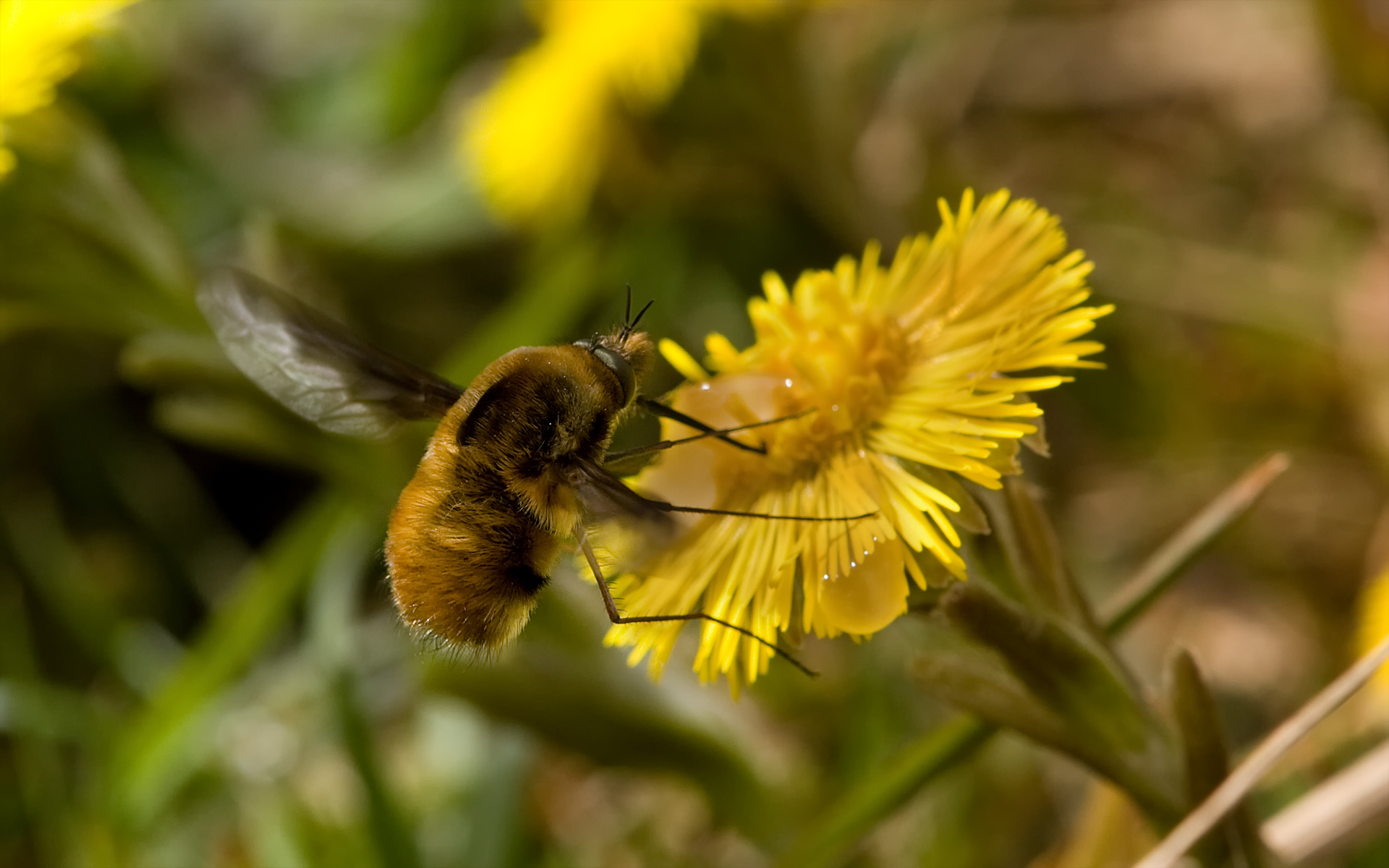
Sobre una flor
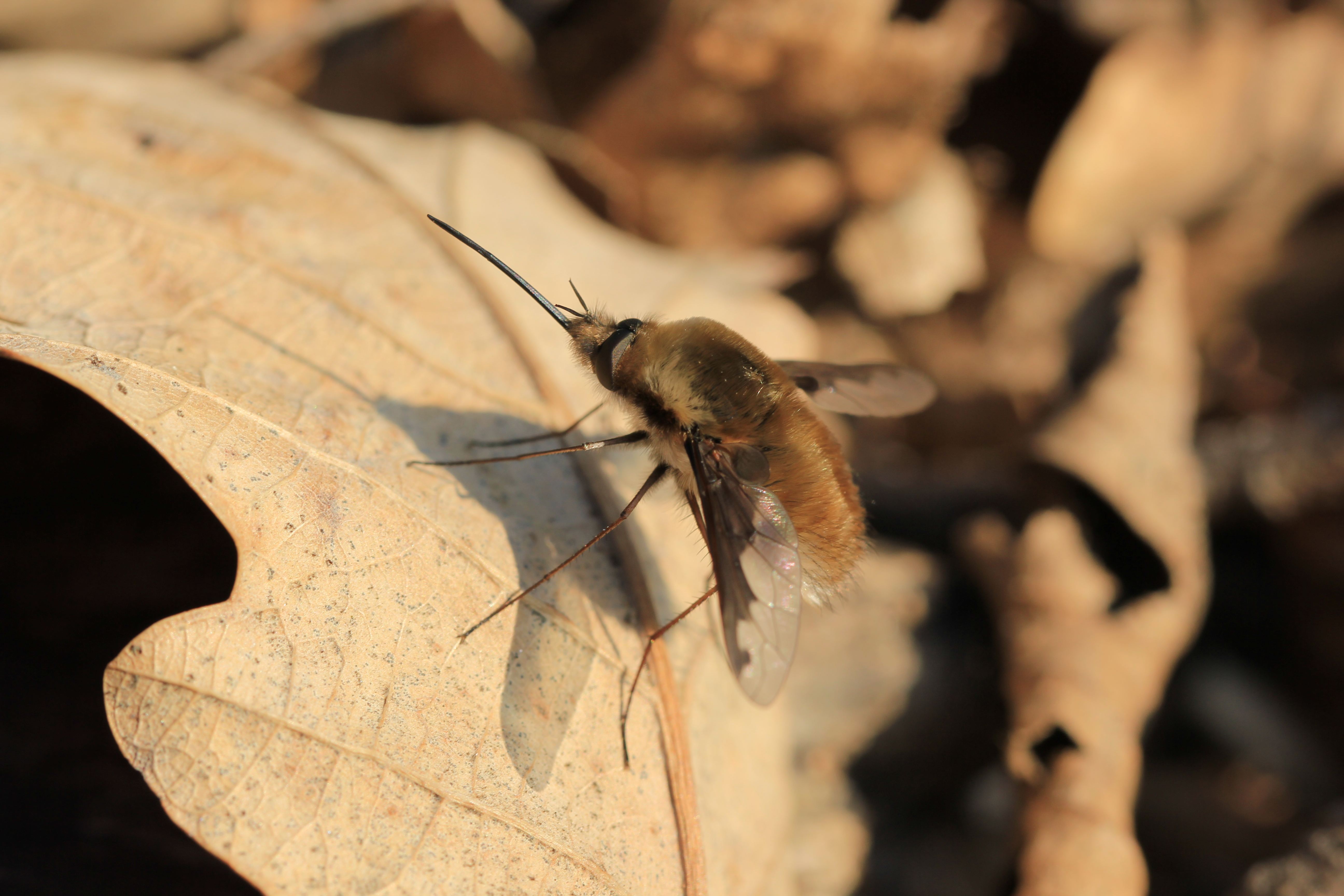
Asoleándose
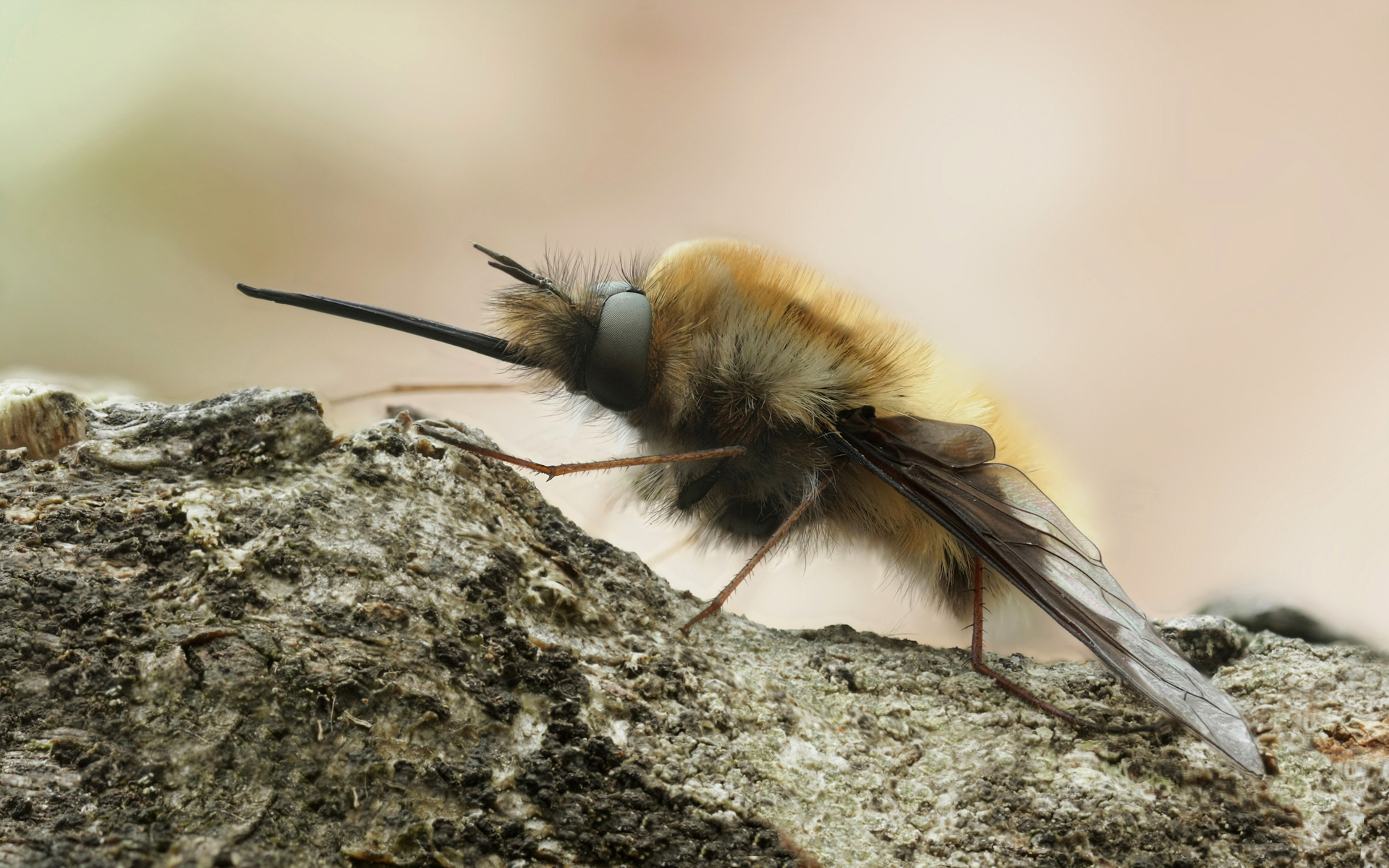
Descansando
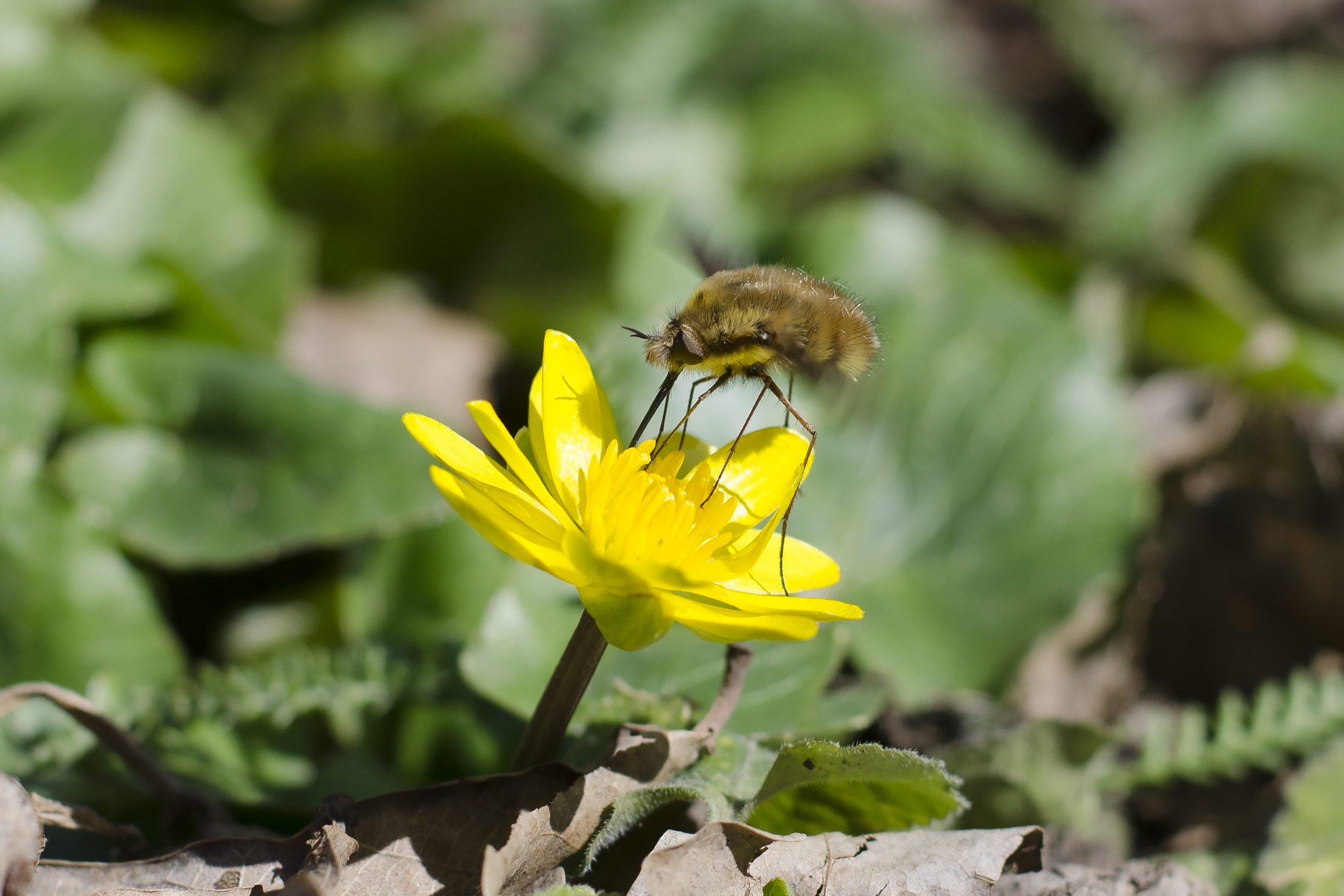
Bombylius major sobre una flor de una celidonia menor (Ficaria verna)